# Šimon Bujna
Šimon Bujna (* 27. Dezember 1995) ist ein slowakischer Leichtathlet, der sich auf den Sprint spezialisiert hat.

## Sportliche Laufbahn
Erste internationale Erfahrungen sammelte Šimon Bujna im Jahr 2017, als er bei der Sommer-Universiade in Taipeh im 200-Meter-Lauf bis in das Halbfinale gelangte und dort mit 21,46 s ausschied, während er über 100 Meter mit 10,70 s im Vorlauf scheiterte. Zudem verpasste er mit der slowakischen 4-mal-100-Meter-Staffel mit 40,69 s den Finaleinzug. Im Jahr darauf startete er über 100 und 200 Meter bei den Europameisterschaften in Berlin, schied dort aber beide Distanzen mit 10,53 s bzw. 21,26 s in der ersten Runde aus. 2019 erreichte er bei den Halleneuropameisterschaften in Glasgow das Halbfinale im 60-Meter-Lauf und schied dort mit 6,86 s aus. Anschließend erreichte er bei den Europaspielen in Minsk nach 3:20,43 min Rang neun in der Mixed-Staffel und nahm dann im 400-Meter-Lauf erneut an den Studentenweltspielen in Neapel teil und schied dort mit 46,94 s im Halbfinale aus. 2021 startete er bei den Halleneuropameisterschaften in Toruń teil und schied dort mit 47,93 s in der Vorrunde aus. Anfang Mai verpasste er dann bei den World Athletics Relays im polnischen Chorzów mit neuem Landesrekord von 3:19,66 min den Finaleinzug in der 4-mal-400-Meter-Staffel. Im Jahr darauf startete er mit der Staffel bei den Hallenweltmeisterschaften in Belgrad und verpasste dort mit 3:09,79 min den Finaleinzug. Im August schied er bei den Europameisterschaften in München mit 46,79 s im Vorlauf über 400 Meter aus und kam auch mit der Staffel mit 3:06,98 min nicht über den Vorlauf hinaus. 2023 wurde er bei der 2. Liga der Team-Europameisterschaft im Rahmen der Europaspiele in Chorzów in 46,89 s Achter über 400 Meter und gelangte mit der Mixed-Staffel mit 3:19,84 min auf Rang zwei im B-Lauf. Im Jahr darauf verpasste er bei den Hallenweltmeisterschaften in Glasgow mit 3:09,21 min den Finaleinzug mit der Staffel. Im Juni kam er bei den Europameisterschaften in Rom mit 46,52 s nicht über den Vorlauf über 400 Meter hinaus und 2025 kam er bei den Halleneuropameisterschaften in Apeldoorn mit 47,13 s nicht über die Vorrunde hinaus.
2017 wurde Bujna slowakischer Meister im 200-Meter-Lauf sowie von 2019 bis 2024 über 400 Meter. Zudem wurde er 2018 Hallenmeister über 200 Meter sowie 2021 in der 4-mal-200-Meter-Staffel.

## Persönliche Bestleistungen
- 100 Meter: 10,42 s (+1,6 m/s), 29. Juni 2018 in Šamorín
  - 60 Meter (Halle): 6,68 s, 17. Februar 2018 in Bratislava
- 200 Meter: 20,67 s (+1,6 m/s), 8. Juli 2018 in Trnava
  - 200 Meter (Halle): 21,55 s, 25. Januar 2022 in Ostrava
- 400 Meter: 46,00 s, 11. Mai 2024 in Kranj
  - 400 Meter (Halle): 47,01 s, 3. Februar 2024 in Prag